# Los Nietos (Almería)
Los Nietos es una localidad y pedanía del municipio de Níjar, Almería (España), de 824 habitantes (INE 2014). Se encuentra próxima a San Isidro (3,5 km) y se ubica en el mismo Campo de Níjar.

## Economía
Prácticamente se basa en la agricultura intensiva de cultivo en invernadero.

## Datos básicos
En la zona y alrededores se puede encontrar algún que otro aljibe ganadero antiguo.